# One to Make Her Happy
One to Make Her Happy ist ein Lied des österreichischen Musikers Marque.

## Hintergrund
Das Lied wurde von Marque, der die meisten Instrumente einspielte, selbst geschrieben und produziert. Norbert Hasberger wirkte als Songwriter und Dieter Falk als Produzent mit. Die Single erschien am 3. April 2000 und der Song ist auf dem Album Freedomland enthalten.

## Inhalt
One to Make Her Happy ist in englischer Sprache verfasst und beschäftigt sich mit dem Thema Polyamorie. Die fiktive Person Daisy ist seit etwa zehn Jahren mit einem Mann zusammen, ist jedoch mit der Beziehung nie ganz zufrieden und entschließt sich, ein Leben mit drei Männern zu führen.

„And she found

one to make her happy, one to make her sad,

one to give a good love that she never had.

Daisy and her boyfriends, living in a house,

sharing just a good life.“

## Preise
Marque wurde für One to Make Her Happy 2001 mit dem Amadeus Austrian Music Award in der Kategorie Single des Jahres national ausgezeichnet und erhielt außerdem für den Erfolg die Auszeichnung Newcomer des Jahres national.

## Coverversionen
Mehrere Interpreten nahmen Coverversionen von One to Make Her Happy auf. Die Schlagersängerin Juliane Werding veröffentlichte 2001 eine deutschsprachige Version mit dem Titel Daisy auf ihrem Album Es gibt kein zurück. Die deutschen DJs und Produzenten Pulsedriver und Tiscore veröffentlichten 2018 eine eigene Version, die bei Spotify erfolgreich war und dort bislang weit über 50 Millionen Streams erreichte.

## Kommerzieller Erfolg

### Chartplatzierungen
One to Make Her Happy stieg am 17. April 2000 in die deutschen Charts ein, im Mai erfolgten jeweils Charteinstiege in Österreich und der Schweiz. Die beste Platzierung wurde in Österreich mit Rang drei erreicht, in Deutschland erreichte der Song Platz 14 und in der Schweiz Platz 26, außerdem war er für einige Wochen in den niederländischen Charts vertreten. Damit ist One to Make Her Happy die bislang erfolgreichste Single von Marque.
| ChartsChartplatzierungen | Höchstplatzierung | Wochen |
| ------------------------ | ----------------- | ------ |
| Deutschland (GfK)        | 14 (19 Wo.)       | 19     |
| Österreich (Ö3)          | 3 (17 Wo.)        | 17     |
| Schweiz (IFPI)           | 26 (25 Wo.)       | 25     |

| ChartsJahrescharts (2000) | Platzierung |
| ------------------------- | ----------- |
| Deutschland (GfK)         | 74          |
| Österreich (Ö3)           | 35          |

### Auszeichnungen für Musikverkäufe
Im Juli 2000 wurde One to Make Her Happy in Österreich mit einer Goldenen Schallplatte ausgezeichnet. Im April 2021 erreichte ebenso die Version von Pulsedriver und Tiscore Goldstatus in Österreich. 2022 erreichte diese Version auch in Deutschland Goldstatus.
Marque

| Land/Region       | Auszeichnungen für Musikverkäufe (Land/Region, Auszeichnung, Verkäufe) | Verkäufe |
| ----------------- | ---------------------------------------------------------------------- | -------- |
| Österreich (IFPI) | Gold                                                                   | 25.000   |
| Insgesamt         | 1× Gold ·                                                              | 25.000   |

Pulsedriver & Tiscore

| Land/Region        | Auszeichnungen für Musikverkäufe (Land/Region, Auszeichnung, Verkäufe) | Verkäufe |
| ------------------ | ---------------------------------------------------------------------- | -------- |
| Deutschland (BVMI) | Gold                                                                   | 200.000  |
| Österreich (IFPI)  | 2× Platin                                                              | 60.000   |
| Insgesamt          | 1× Gold · 1× Platin ·                                                  | 260.000  |